# دومينيك بيري
دومينيك بيري (بالبولندية: Dominik Bury)‏ هو متزحلق بولندي، ولد في 29 نوفمبر 1996 في Istebna ‏ في بولندا.

## وصلات خارجية
- دومينيك بيري على موقع الاتحاد الدولي للتزلج (التزلج الريفي) (الإنجليزية)
- دومينيك بيري على موقع أوليمبيديا (الإنجليزية)
- دومينيك بيري على موقع اللجنة الأولمبية البولندية (مؤرشف) (البولندية)